# 春坊
春坊，中國古代的政府機構之一，為東宮官署。北齊東宮官署門下坊、典書坊為最早雛型，唐將門下坊改為左春坊，典書坊改為右春坊，宋、遼、明、清四朝則沿之，職掌轄屬各異，明朝、清初與唐制略同。
在清雍正時期不設儲君後屬翰林院、國子監轄下，機構目的約是儲備人才，功能職稱視編制略有變動。例如翰林院的春坊負責輔佐典簿修撰、編修、檢討等，一段時間則輔佐東宮太子。1910年代，清朝滅亡後，該機構廢除。

## 朝鲜半岛
朝鮮王朝亦有春坊，即世子侍講院。

## 日本
- 春宮坊：日本古代類似的政府機構